# Thématisation
Cette page contient des caractères spéciaux ou non latins. S’ils s’affichent mal (▯, ?, etc.), consultez la page d’aide Unicode.
En linguistique, on appelle thématisation (dans la tradition terminologique francophone) ou topicalisation (dans la tradition terminologique anglophone) un procédé langagier consistant à mettre en position de thème (en anglais topic) un élément ou un groupe d'éléments qui composent la phrase. Selon la définition structuraliste, le thème est à opposer au rhème dans le sens où le rhème représente un propos « nouveau » alors que le thème représente le cadre général du discours.
La thématisation s'exprime de diverses manières selon les langues. Ainsi, en français, le thème précède généralement le rhème. En japonais, l'élément thématisé est marqué par un affixe (は, wa).

## Exemple
- En français : Aujourd'hui, il pleut.
  - Thème : aujourd'hui
  - Rhème : il pleut

- En japonais : 今日は雨が降っています。(kyō-wa ame-ga futte-imasu)
  - La particule は (wa) indique le thème (今日, kyō, aujourd'hui), alors que la particule が (ga) indique le sujet (雨, ame, la pluie). 降っています (futte-imasu) signifie tomber au présent.

- En basque, la position thématique est juste devant le verbe, ce qui influe sur la manière de répondre à une question : semea handia da (« fils-le grand est ») répond à la question (« comment est le fils ? ») alors que semea da handia (« fils-le est grand ») répond à la question (« lequel des deux enfants est grand ? »).

Certaines évidences permettent d'appuyer cette distinction :
- le comportement syntaxique des éléments d'un thème n'est pas le même que celui d'un rhème.
- les marqueurs de thème ou rhème sont parfois distincts dans une même langue (voir le sujet en japonais).

Dans la majorité des langues indo-européennes d'Europe, la thématisation prend le plus souvent la forme d'une prolepse (mise en avant d'un élément) et s'accompagne d'une dislocation syntaxique, ce qui la fait ressortir parfois à la langue parlée.

## Principaux procédés de thématisation enfrançais

### Dislocation simple
« Moi, j'habite à la campagne » [thématisation du sujet], « le nez de Cléopâtre : s'il eût été plus court, toute la face de la terre aurait changé » [thématisation du sujet] (Blaise Pascal), « Henriette, je la connais bien » [thématisation de l'objet], « la mer, j'y vais chaque année » [thématisation du complément circonstanciel de lieu], « l'État, c'est moi » [thématisation du sujet], etc.
La dislocation consiste simplement à déplacer l'élément à thématiser en tête de phrase (ici souligné) et le séparer du propos par une ponctuation (en vert) ; elle s'accompagne d'une redondance de l'information puisque l'élément isolé (si c'est un pronom personnel, il doit être à la forme disjointe : moi, toi, lui...) est le plus souvent repris par un pronom anaphorique (ici en gras) à la fonction voulue dans le propos afin que la phrase soit correcte. La ponctuation écrite peut être, à l'oral, indiquée par une cheville, comme euh... ou ben : « ta chemise  euh… j'ai oublié de la repasser ».
Dans certains cas, fréquents en langue orale, la thématisation concerne un élément implicite de la phrase, comme le locuteur, et peut n'avoir aucun rapport fonctionnel avec le propos : « moi, ma grand-mère est très sympathique ». Dans cette phrase, le thème moi n'a pas de fonction grammaticale dans la phrase ; il reprend sémantiquement l'idée de première personne impliquée par le possessif ma et permet de mettre en relief l'implication du locuteur dans son propos.
Enfin, la dislocation peut se faire sans reprise de l'élément thématisé : « le caviar, j'aime ! » (au lieu de « le caviar,  j'aime ça »).

### Dislocation avec utilisation de prépositions, de locutions diverses
« Quant à toi, je t'attends au tournant », « en ce qui concerne le mur, je l'ai construit moi-même », « au niveau du comportement, il doit faire des progrès ». 
Certaines de ces locutions deviennent parfois des tics (comme au niveau de) du fait de leur facilité d'emploi (ainsi, thématiser comportement dans le dernier exemple demande, si l'on veut éviter l'emploi d'« au niveau de », des contorsions plus ou moins heureuses : « son comportement, il doit l'améliorer », « *son comportement, il doit faire des progrès à ce sujet »). En effet, il est possible de thématiser un élément qui n'est pas repris grammaticalement dans le propos ; ce type de tournure est surtout oral.

### Passivation
« Marie est aimée de tous ».
Bien que paraissant moins marquée, la passivation est bien un procédé de thématisation ; elle permet en effet de transformer en thème l'objet patient d'une phrase active ; or, dans une langue SVO (sujet, verbe, objet) comme le français, l'objet patient est le plus souvent en fin d'énoncé. En devenant sujet patient, il assure le statut de thème.

### Pseudo-clivage
« Ce qui manque à mademoiselle, / C'est l'autorité paternelle » (Juliette)
À la différence du clivage qui opère une rhématisation, le pseudo-clivage met l'accent sur le thème, introduit par un relatif périphrastique. Le rhème est précédé d'un présentatif. 

## Thématisation en japonais
Dans d'autres langues, la thématisation peut être purement grammaticale ; c'est le cas en japonais, où il existe une particule, は wa, que l'on utilise après l'expression voulue en tête de phrase pour indiquer qu'il s'agit du thème. La grammaire japonaise ne confond pas sujet grammatical (fonction qui n'est pas obligatoire dans la syntaxe japonaise) et thème, puisqu'il existe une particule fonctionnelle différente pour les deux (は wa pour le thème, が ga pour le sujet du rhème, qu'on a ici reliées artificiellement par le signe =). Ainsi : 
- トトロ=は / 学生である。Totoro=wa [thème] / gakusei de aru [prédicat] = « Quant à Totoro, c'est un étudiant » (parmi tous les étudiants possibles dans le contexte, on parle précisément de Totoro) ;
- トトロ=が / 学生です。Totoro ga [sujet] / gakusei desu [prédicat] = « C'est Totoro qui est l'étudiant » (par opposition aux autres personnes présentes).

Dans ces deux cas, le sujet et le thème sont identiques. Ce n'est pas toujours le cas : en effet, il ne faudrait pas traduire, lors d'un dialogue dans un restaurant, トトロ=は / 鰻だ Totoro wa [thème] / unagi da [prédicat], mot à mot, « Quant à Totoro » / « c'est une anguille », par « Totoro est une anguille » mais par « C'est pour Totoro, l'anguille » : Totoro n'est en effet pas le sujet grammatical (qui est d'ailleurs absent de l'énoncé, ce qu'on a traduit par « l'anguille » étant en fait le prédicat « c'est une anguille »).
À la différence du français, la thématisation japonaise n'est pas fondamentalement une tournure emphatique. Elle n'implique pas non une plus une reprise de l'élément thématisé dans le propos. Son trait le plus marquant est qu'on la traite comme une fonction, au même titre que l'objet ou le sujet.
Cette coexistence aisée du thème et du sujet permet par ailleurs de focaliser le discours de manière précise et simple. Ainsi :
- 象は鼻が... Zou wa hana ga... « Éléphant [thème] trompe [sujet]... »

Incite l'auditeur à considérer l'éléphant dans son ensemble, l'action finale n'étant, elle, dirigée que vers sa trompe, alors que :
- 象の鼻は/が... Zou no hana wa/ga... « Trompe d'un éléphant [thème ou sujet]... »

Attire l'attention sur la trompe de l'éléphant uniquement.

## Thématisation en chinois
[En préparation]

## Figure de style
La thématisation (substantif féminin, crée sur le substantif thème) est une figure de style qui consiste à répéter, généralement en début de phrase ou de vers, un élément repris ensuite (thème du propos) afin de le mettre en relief.
La thématisation est proche de la prolepse et se caractérise par la présence d'une ponctuation forte séparant le thème mis en position proleptique, en emphase, et le prédicat, ou propos, d'un énoncé.

### Exemple
« Quant à toi, je t 'attends au tournant. »